# Bythiospeum alzense
Bythiospeum alzense is een slakkensoort uit de familie van de Hydrobiidae. De wetenschappelijke naam van de soort is voor het eerst geldig gepubliceerd in 2001 door Boeters.